# Wulf Architekten
Wulf Architekten ist ein deutsches Architekturbüro mit Hauptsitz in Stuttgart. 2015 wurden sie mit dem Hugo-Häring-Landespreis ausgezeichnet.

## Büro
Das Büro geht aus dem 1987 von Tobias Wulf gegründeten Architekturbüro hervor und wird heute von Tobias Wulf, Jan-Michael Kallfaß, Ingmar Menzer und Steffen Vogt geleitet. Von 1996 bis 2018 waren Kai Bierich und Alexander Vohl als Partner von Tobias Wulf bei wulf architekten tätig. Die zunehmend internationale Tätigkeit führte zu weiteren Niederlassungen – so etwa in Berlin und Basel, Schweiz.
Derzeit (2019) beschäftigt das Büro etwa 140 Mitarbeiter, neun davon als Leitende Architekten. Die Geschäftsführer engagieren sich über ihre Bürotätigkeit hinaus auch in der Lehre, in Gestaltungsbeiräten und bei Preisgerichten.
Die Schwerpunkte der Bauaufgaben liegen auf öffentlichen Bauten in den Bereichen Kultur, Bildung und Forschung sowie Büro, Gewerbe und Soziales, mitunter auch für private Auftraggeber. Insbesondere seit der Jahrtausendwende gehören Bauen im Bestand, innovative Energiekonzepte und infrastrukturelle Großprojekte wie Messen und Kulturbauten zum Repertoire des Architekturbüros.
Ein Großteil der Projektaufträge erfolgt über Wettbewerbserfolge wie zum Beispiel der Campus-Neubau der Berner Fachhochschule (1. Preis, 2019), die Deutsche Botschaft in Tiflis, Georgien (1. Preis, 2014), das Deutsche Zentrum für Neurodegenerative Erkrankungen (DZNE) in Bonn (1. Preis, 2011), das Landesamt für Finanzen in Landshut (1. Preis, 2006), das adidas factory outlet in Herzogenaurach (1. Preis, 2002) und die Neue Messe Stuttgart (1. Preis, 2000). Seit der Bürogründung 1987 wurden rund fünfhundert Wettbewerbe bearbeitet, 65 davon wurden mit einem 1. Preis ausgezeichnet.
Ein Schlüsselprojekt im denkmalgeschützten Sanierungsbereich ist die Generaloberst-Beck-Kaserne (ehemalige Ordensburg) in Sonthofen. 2008 bekam wulf architekten den Zuschlag für die grundlegende Sanierung und Erweiterung.
Ein Schlüsselprojekt stellen auch die Vier Grundschulen in modularer Bauweise in München dar. Nach Vorgabe des Münchener Stadtrates basiert der Entwurf für die Vier Grundschulen auf dem pädagogischen Konzept des „Münchener Lernhauses“. Dieses berücksichtigt architektonische, pädagogische wie schulorganisatorische Aspekte, ermöglicht zeitgemäßes Lernen und gewährleistet somit eine hohe Qualität der Bildung und Lehre. Das Projekt nimmt eine Vorreiterrolle im deutschen Schulbau ein, da es als Pilotprojekt für modulare Bauweise entstand.
Ein weiteres herausragendes Projekt ist das DZNE in Bonn. Es zeichnet sich insbesondere dadurch aus, dass es zu allen drei Dimensionen der Nachhaltigkeit – Ökologie, Ökonomie wie soziokulturelle Aspekte – Stellung nimmt und auch die Aspekte technische Qualität und Prozessqualität beachtet. Es ist bundesweit das erste Laborgebäude, das vom Bundesministerium des Innern, für Bau und Heimat die nach dem Bewertungssystem Nachhaltiges Bauen für Bundesgebäude (BNB) vergebene Zertifizierung in „Gold“ erhält.
Die 2007 fertiggestellte Neue Messe Stuttgart, die mit ihren geschwungenen Dächern und Glasfassaden den Bezug zur umgebenden Landschaft betont, zählt zu den ersten Schlüsselwerken des Büros. In diesem Großprojekt, das 7 Messehallen, ein Kongresszentrum sowie eine Veranstaltungshalle umfasst, dokumentiert sich die intensive Auseinandersetzung mit den Besonderheiten eines Ortes. Tobias Wulf erläutert hierzu: „Unser Entwurf folgt nicht ausschließlich funktionalen Erfordernissen – diese zu erfüllen muss selbstverständlich sein –, sondern er entstand im Wesentlichen aus übergeordneten Kriterien der Landschaft und der Wahrnehmung von Raum.“
Im Januar 2018 erfolgte die Fertigstellung der im Wettbewerbsentwurf bereits gezeichneten zehnten Halle, die von 68 Meter langen Holzleimbindern überspannt wird. In Planung befinden sich gegenwärtig u. a. eine weitere Ausstellungshalle, ein zweites Kongresszentrum sowie ein weiteres Großparkhaus.

## Projektfotos

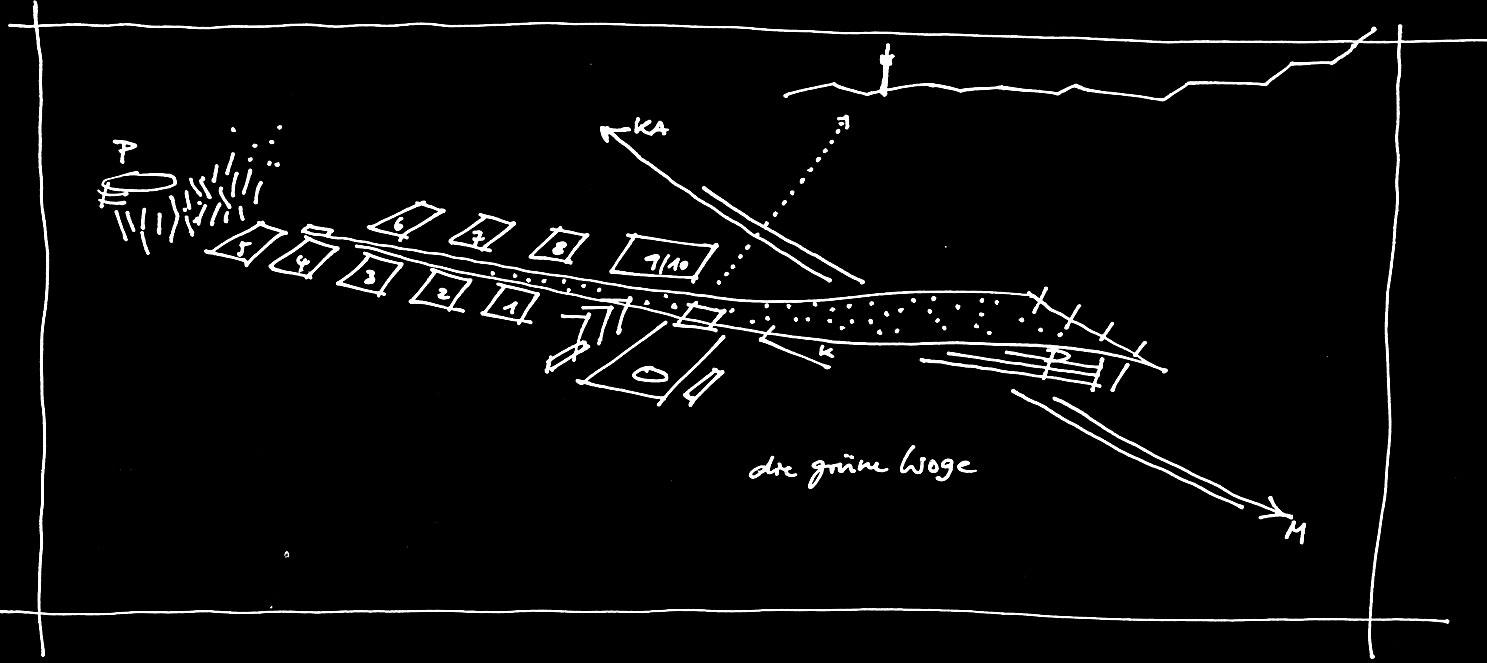
Entwurfsskizze zur Neuen Messe in Stuttgart, 2004
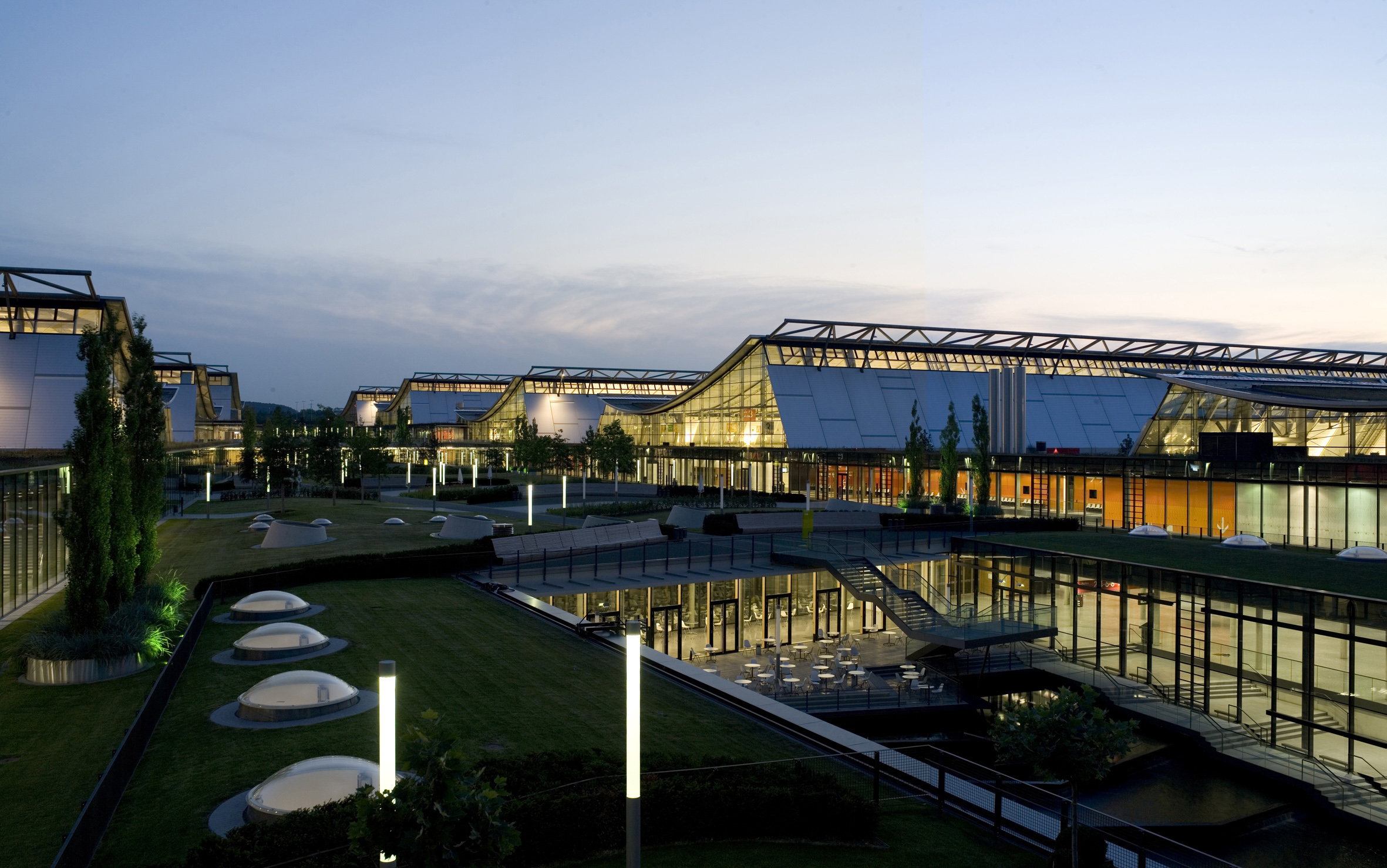
Neue Messe in Stuttgart, 2007
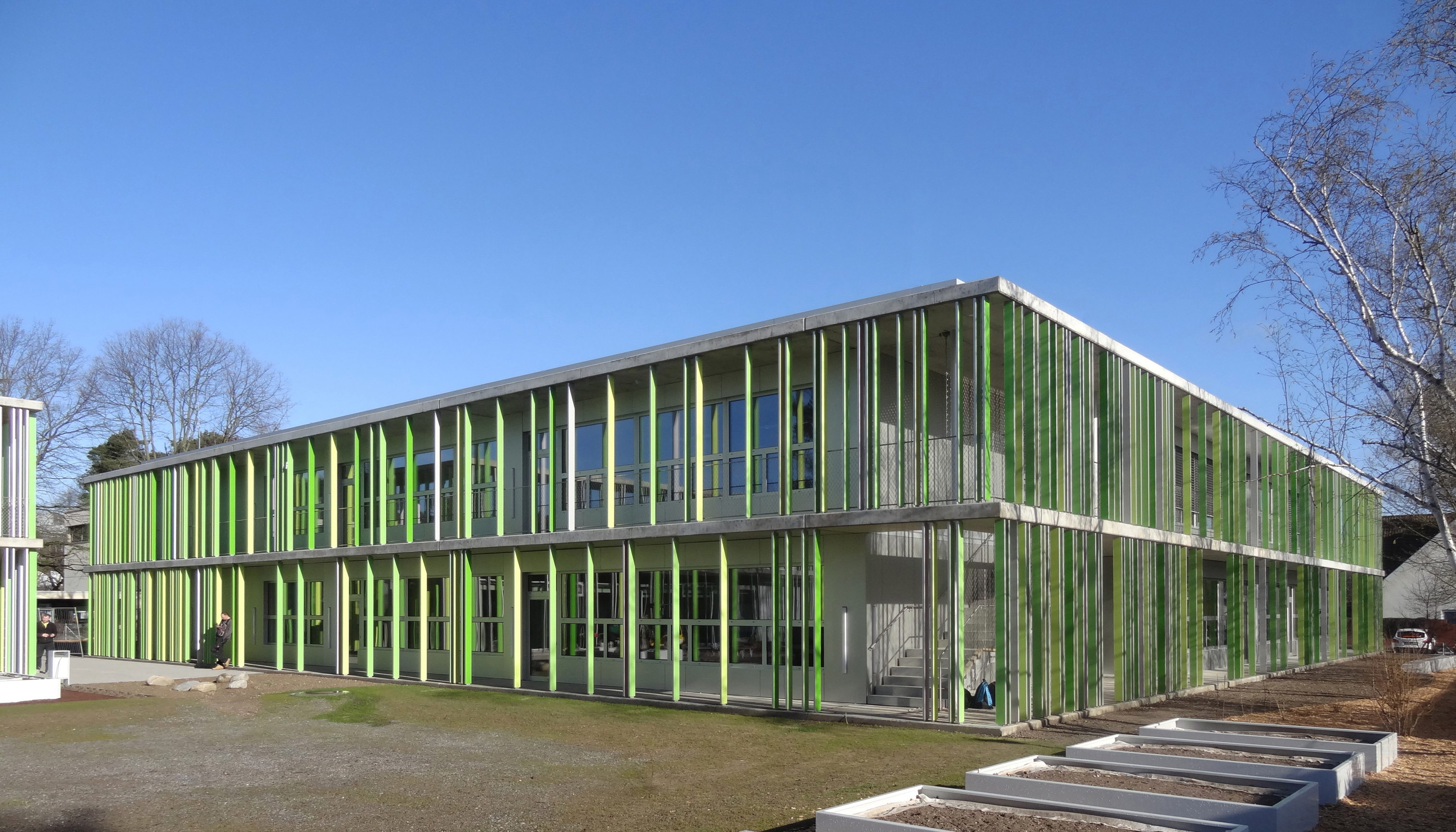
Evangelische Grundschule in Karlsruhe, 2013
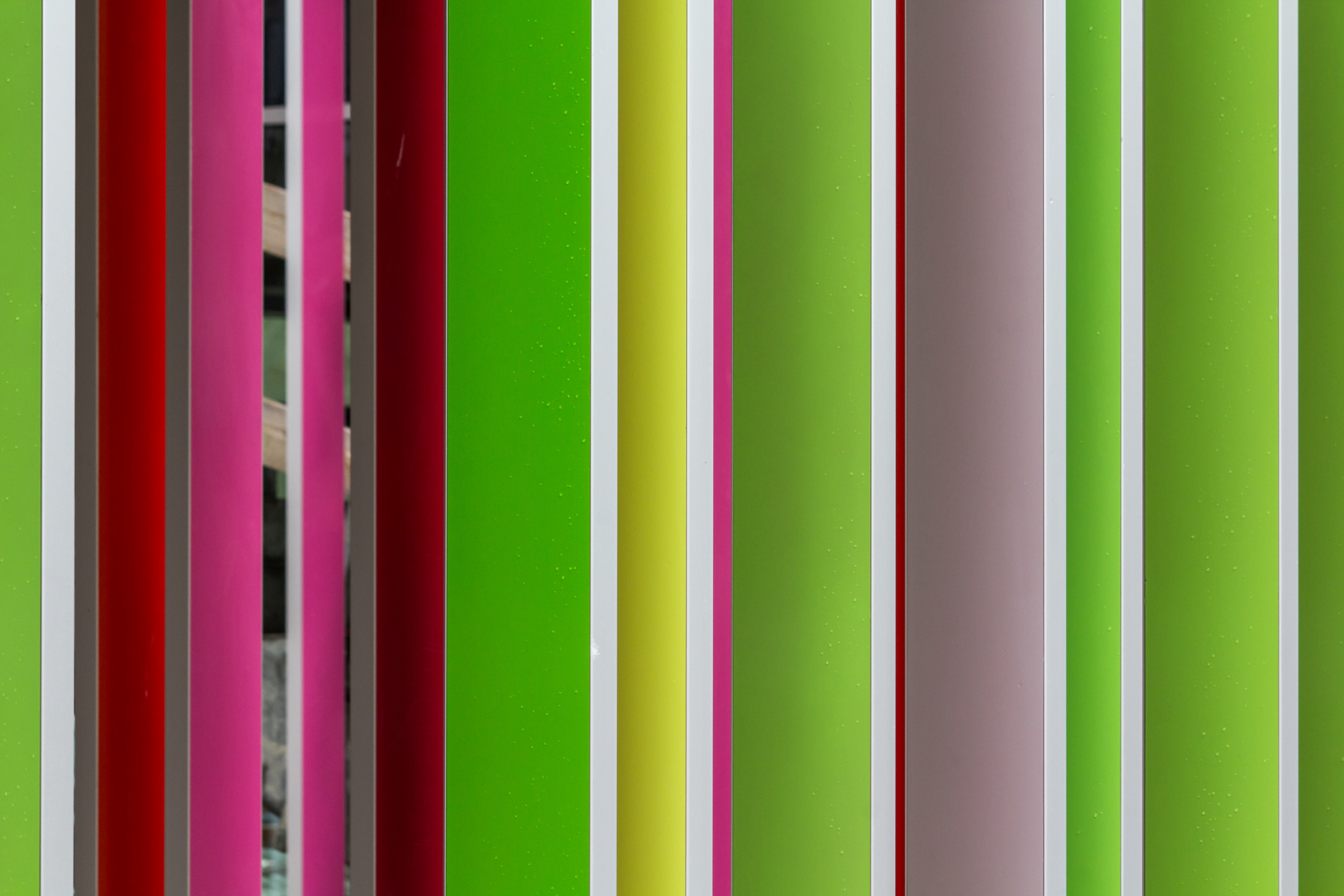
Evangelische Grundschule in Karlsruhe, Detail der Lamellenfassade, 2013
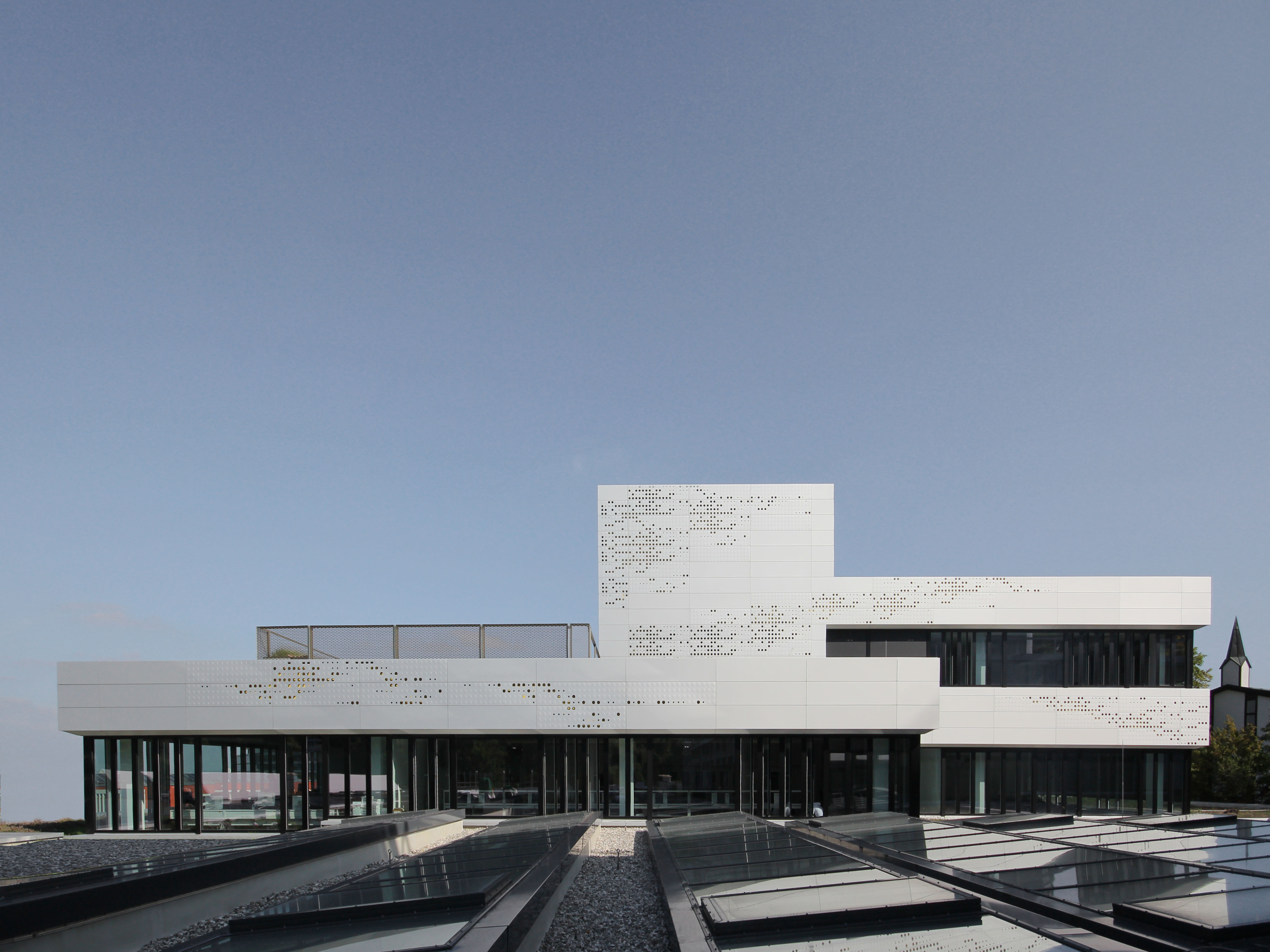
Schulzentrum Nord in Stuttgart, 2015

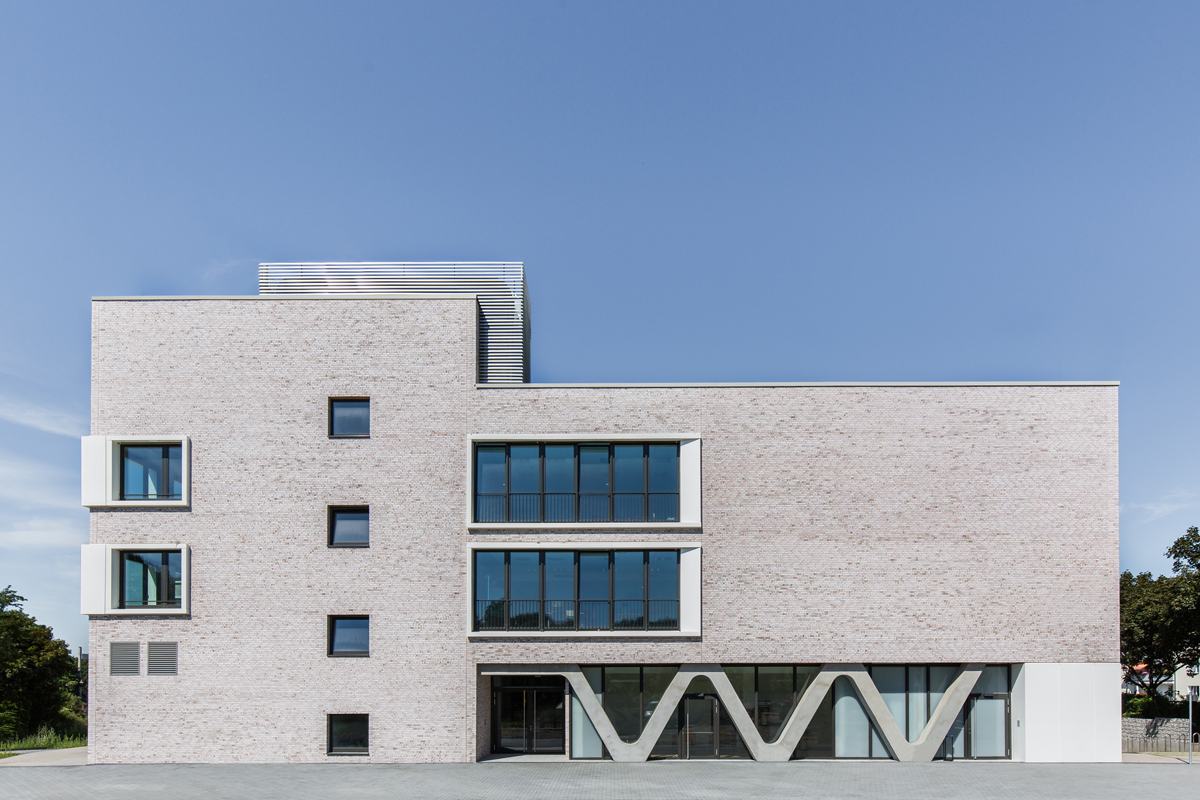
Schulzentrum Dialog in Köln, 2015
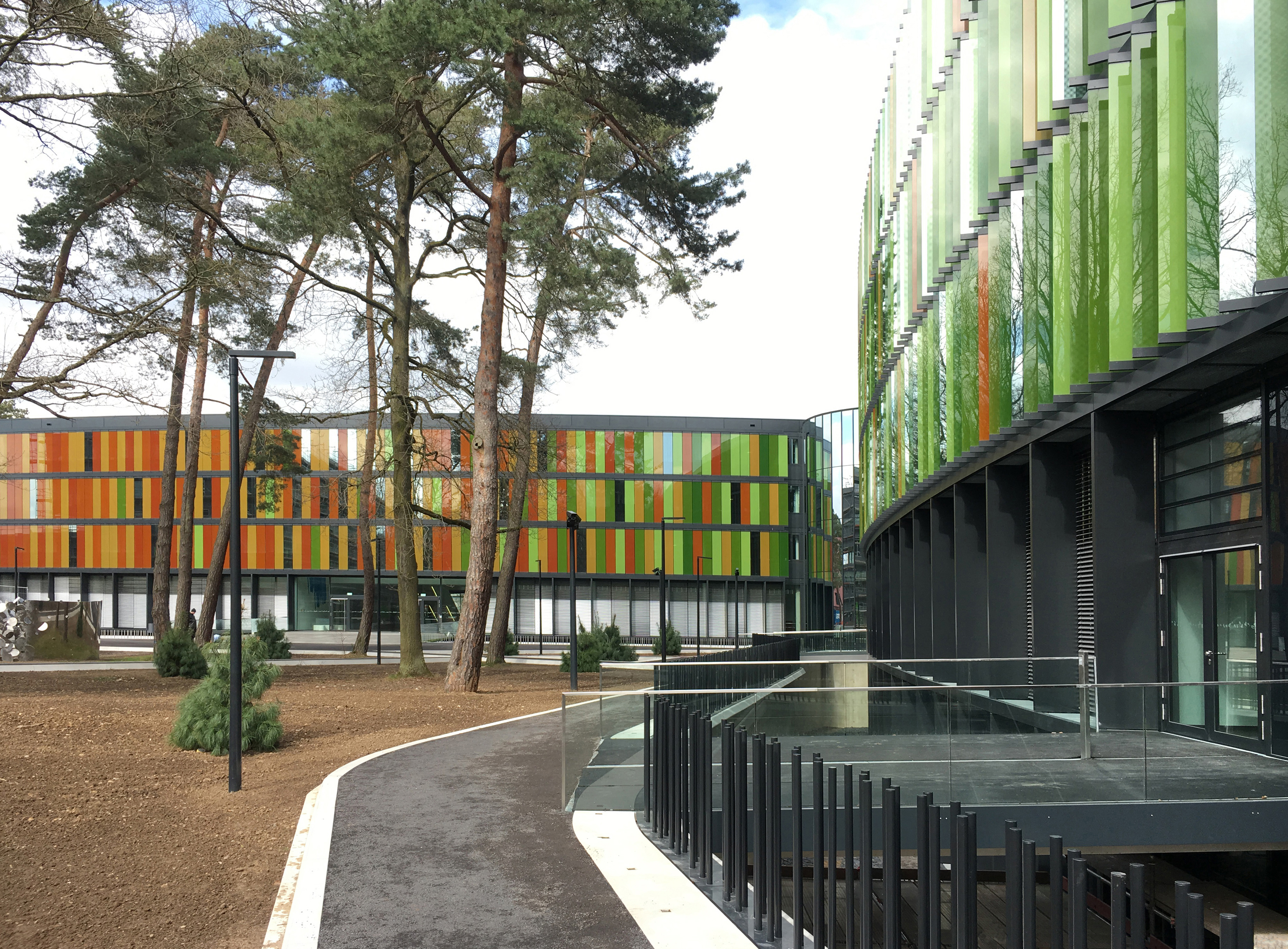
DZNE Deutsches Zentrum für Neurodegenerative Erkrankungen in Bonn, 2017
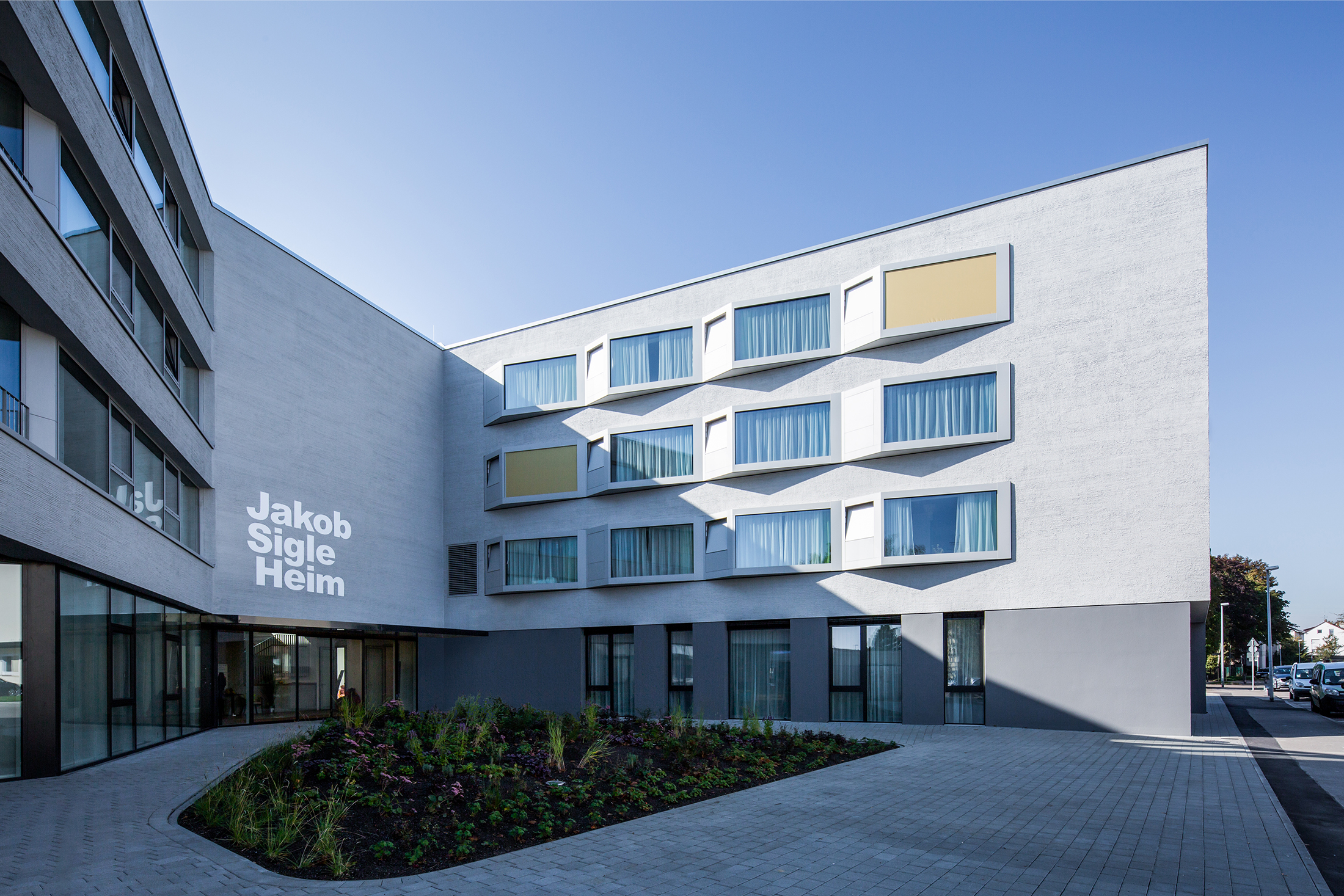
Jakob-Sigle-Heim in Kornwestheim, 2017
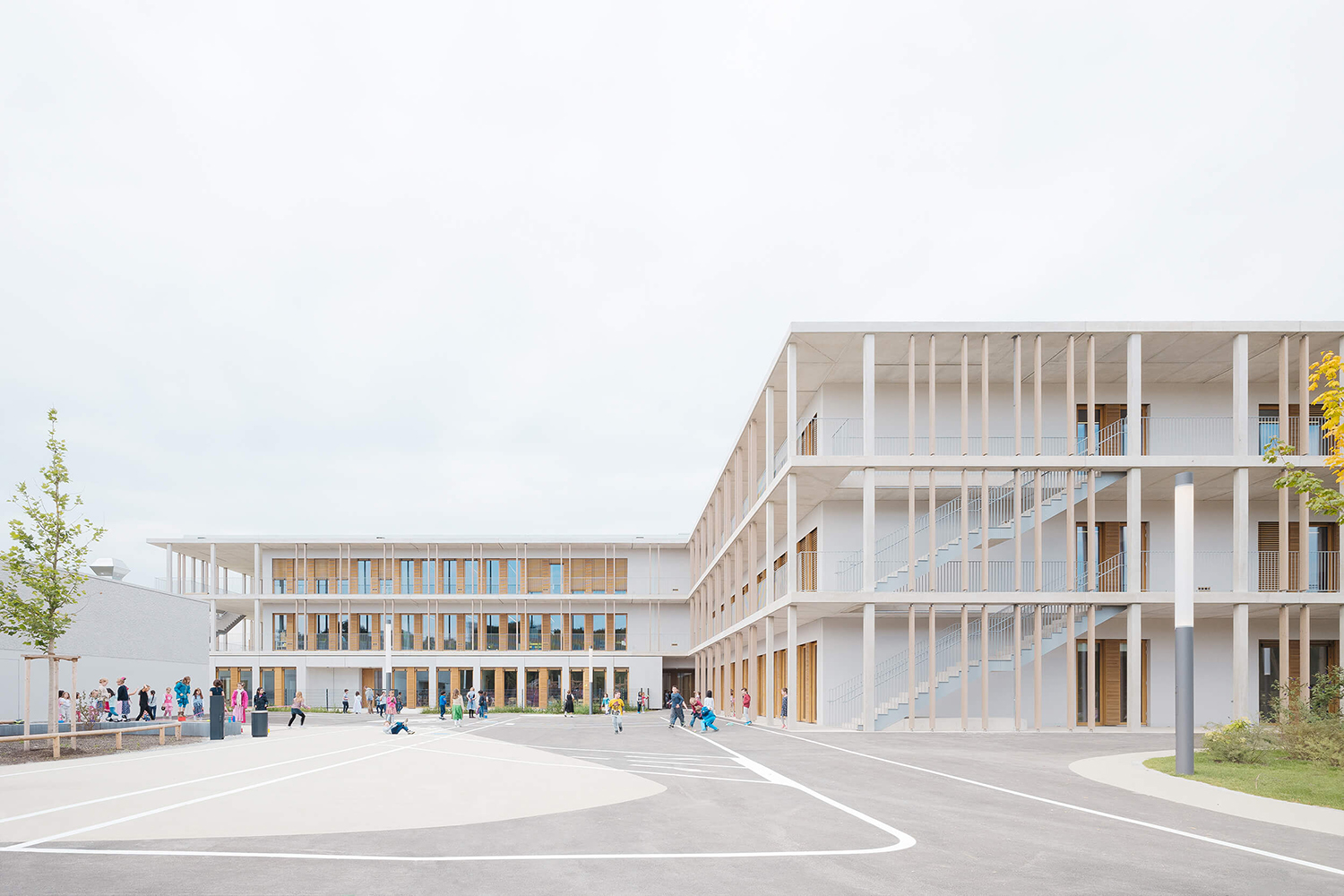
Vier Grundschulen in modularer Bauweise in München, 2017
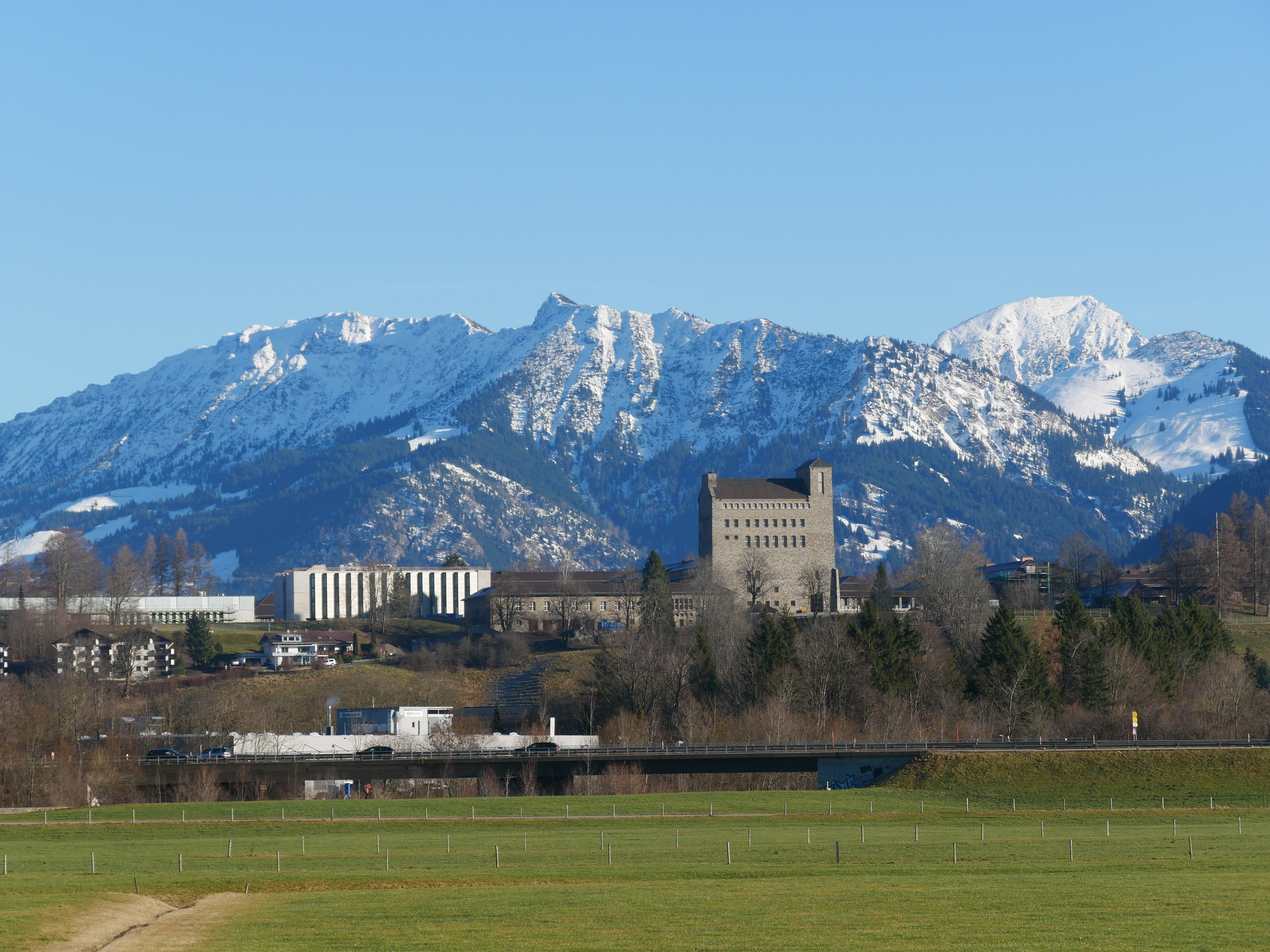
Generaloberst-Beck-Kaserne (ehemalige Ordensburg) in Sonthofen, seit 2008

## Wettbewerbserfolge (Auswahl)
- 2019 Campus-Neubau der Berner Fachhochschule (Schweiz), 1. Preis[14]
- 2018 Ersatzneubau Campus Deutz, Gebäude A der TH Köln, 1. Preis[15]
- 2018 Generalsanierung des Kulturzentrums Gasteig in München, ein 1. Preis, Überarbeitung[16]
- 2018 Institut für Lebensmittelsicherheit und -hygiene der Freien Universität Berlin, 1. Preis[17]
- 2018 Neubau Polizeipräsidium Rheinpfalz in Ludwigshafen, 1. Preis[18]
- 2017 Entwurf eines Neubaus und Sanierung der historischen Oberamteistraße in Reutlingen, 1. Preis[19]
- 2017 Sanierung und Erweiterung der Realschule in Gerlingen, 1. Preis[20]
- 2017 Erweiterung der Anne-Frank-Schule in Karlsruhe, 1. Preis[21]
- 2016 Erweiterung der Christuskirche in Sandhausen, 1. Preis
- 2015 Erweiterung des Regionalgefängnisses in Altstätten (Schweiz), 1. Preis[22]
- 2015 MINT Kita und Studentenwohnheim, Universität Stuttgart, 1. Rang
- 2014 Deutsche Botschaft in Tiflis, Georgien, 1. Preis
- 2013 Vier Grundschulen in modularer Bauweise an vier Standorten in München, 1. Preis
- 2013 Forschungs- und Lehrgebäude der Universität Mannheim, 1. Preis
- 2011 Ernst & Young Hauptverwaltung, Stuttgart, 1. Preis
- 2009 Schulzentrum Dialog, Köln, 1. Preis
- 2009 Neubau Industrie- und Handelskammer Region Stuttgart (Stammsitz), Überarbeitung, 1. Rang
- 2008 Messe Chongqing, China, 1. Preis
- 2000 Neue Messe, Stuttgart, 1. Preis
- 1997 Kongresszentrum via triumphalis, Karlsruhe, 1. Preis
- 1991 Landesamt für Umweltschutz, Karlsruhe, 1. Preis

## Bauten (Auswahl)
- 2018 Halle 10 (Paul-Horn-Halle) der Messe Stuttgart
- 2017 Jakob-Sigle-Heim (Pflegeheim), Kornwestheim
- 2017 Forschungs- und Lehrgebäude der Universität Mannheim
- 2017 Vier Grundschulen in modularer Bauweise, München
- 2017 Forschungs- und Laborgebäude des DZNE Deutsches Zentrum für Neurodegenerative Erkrankungen, Bonn
- 2016 Hessenwaldschule (Kooperative Gesamtschule), Weiterstadt
- 2016 Lehr-, Lern- und Prüfungszentrum des Universitätsklinikums, Frankfurt am Main
- 2016 Stuttgart Airport Busterminal mit Parkhaus P14, Stuttgart-Flughafen
- 2016 Grundschule II, Neufahrn bei Freising
- 2015 Corporate Center GFT AG, Stuttgart-Fasanenhof
- 2015 Schulzentrum Dialog, Köln
- 2015 Schulzentrum Nord, Stuttgart
- 2015 Staatliche Berufsschule 2, Neustadt an der Aisch
- 2014 Neubau Gesundheitszentrum Vincentinum Augsburg
- 2014 IHK Region Stuttgart, Stuttgart
- 2013 Evangelische Grundschule mit Sporthalle, Karlsruhe
- 2012 Städtische Musikschule, Hamm
- 2011 Landesamt für Finanzen, Landshut
- 2010 Bildungszentrum für das Fleischerhandwerk, Augsburg
- 2009 Betriebs-Kita steelcase, Rosenheim
- 2009 Seniorenwohnstift Augustinum, Stuttgart-Killesberg
- 2009 Schillerhalle (Kultur- und Sporthalle), Dettingen an der Erms
- 2009 Fassade Parkhaus Kaufhof, Stuttgart
- 2009 Medizinisch Berufliche Rehabilitation für Jugendliche, Vallendar
- 2007 Neue Messe, Stuttgart
- 2005 Hauptverwaltung Schwenninger BKK, Schwenningen
- 2003 Landesamt für Gesundheit und Lebensmittelsicherheit Bayern, Erlangen
- 2003 Krystaltech Lynx European Headquarters, Reutlingen
- 2003 adidas factory outlet, Herzogenaurach

## Auszeichnungen (Auswahl)
- 2019 DAM Preis Shortlist für die Vier Grundschulen in modularer Bauweise, München[23]
- 2018 Joseph-Maria-Olbrich-Plakette des BDA Hessen[24] für die Hessenwaldschule, Weiterstadt
- 2017 Auszeichnung „Winner Gold“ beim Fritz-Höger-Preis für Backstein-Architektur[25] für die Hessenwaldschule, Weiterstadt
- 2017 Auszeichnung „Vorbildlicher Bauten im Land Hessen“[26] für die Hessenwaldschule, Weiterstadt
- 2017 BDA-Auszeichnung für die IHK Region Stuttgart, das Corporate Center der GFT AG, Stuttgart-Fasanenhof und das Schulzentrum Nord, Stuttgart
- 2016 Best Architects 17 für das Schulzentrum Nord, Stuttgart und das Corporate Center der GFT AG, Stuttgart-Fasanenhof
- 2015 Hugo-Häring-Landespreis für die Evangelische Grundschule mit Sporthalle, Karlsruhe
- 2013 best architects award 14 für die Evangelische Grundschule mit Sporthalle, Karlsruhe
- 2012 best architects award 13 für die Fassadensanierung Parkhaus Kaufhof, Stuttgart
- 2012 Fritz-Bender-Preis für die Betriebs-Kita steelcase, Rosenheim
- 2011 best architects award 12 für das Landesamt für Finanzen, Landshut
- 2010 Prämierung Thomas-Wechs-Preis für das Bildungszentrum des Fleischerhandwerks, Augsburg
- 2008 Antonio-Petrini-Preis-Auszeichnung für das Deutschhaus-Gymnasium, Würzburg
- 2008 Auszeichnung Deutscher Stahlbaupreis für das Parkhaus Neue Messe, Stuttgart
- 2007 best architects award 08 für die Hauptverwaltung der Schwenninger BKK, Villingen-Schwenningen
- 2007 European Award for Steel Structures für das Parkhaus über der A8, Stuttgart
- 2006 Renault Traffic Design Award für das adidas factory outlet, Herzogenaurach